# عوض القرني
الدكتور عوض بن محمد القرني داعية إسلامي سعودي ولد عام 1376 هـ بمحافظة بلقرن بمنطقة عسير، وحصل على الدكتوراه في الشريعة الإسلامية تخصص الفقه وأصول الفقه وعمل أستاذا بجامعة الإمام محمد بن سعود الإسلامية فرع أبها (سابقاً) جامعة الملك خالد (حالياً).

## القرني والحداثة
يعد الدكتور عوض القرني من أشد خصوم الحداثة والعلمنة في الساحة السعودية ويعد كتابه (الحداثة في ميزان الإسلام) الذي ألفه في سن مبكر - واعتبر فيه أن الحداثة هي مذهب فكري وليس فقط منهج فني أدبي - أحد الكتب التي أحدثت ضجة كبيرة في المشهد الثقافي السعودي خصوصاً وأنه حمل تقديم أكبر مرجع ديني في البلاد في ذلك الوقت الشيخ عبد العزيز بن باز، له العديد من المحاضرات والمقابلات الصحفية والتلفزيونية والمقالات كما ووقع وشارك في إعداد العديد من البيانات والتي تدعم القضايا الإسلامية وأبرزها بيان الستة وعشرين عالماً عقب احتلال العراق وبيان المناصرة للشعب الفلسطيني.
والدكتور عوض القرني مدرب وعضو في الاتحاد العالمي لمدربي البرمجة اللغوية العصبية ورئيس الاتحاد السعودي للبرمجة اللغوية العصبية. وقد أسلم على يديه رئيس الاتحاد العالمي للبرمجة اللغوية العصبية، الدكتور وايت ود سمول، وأعلن اعتناقه الإسلام خلال كلمة كان يلقيها في المؤتمر العالمي للبرمجة اللغوية العصبية الذي انعقد في البحرين، وذلك عندما أوقف كلمته ونطق الشهادتين.
والشيخ عوض القرني يشرف على موقع الجسور كموقع إلكتروني على الشبكة العنكبوتية للبث المباشر صوتًا وصورة.

## المؤلفات
- الحداثة في ميزان الإسلام (يعد أهم مؤلفاته).
- تحقيق أربعة مجلدات من كتاب التحبير شرح التحرير في أصول الفقه الحنبلي.
- تحقيق كتاب كاشف الرموز ومظهر الكنوز شرح مختصر ابن الحاجب، في أصول الفقه الشافعي (مجلدان).
- أسباب وآداب الخلاف.
- من معالم الدعوة الراشدة.
- الصحوة الإسلامية وكيف نحافظ عليها.
- حتى لا تكون كلاً "طريقك إلى التفوق والنجاح.
- المختصر الوجيز في مقاصد التشريع.
- فقه الخلاف.
- تحقيق ودراسة مخطوطة في الاجتهاد والتقليد.

### كتب تحت الإعداد
- حقوق الإنسان في الإسلام.
- أحكام الحرية في الإسلام.
- فقه الصراع بين الحق والباطل من خلال قصة موسى وفرعون.
- أحكام الشهادة في الشريعة الإسلامية.
- أحكام القرعة في الشريعة الإسلامية.
- قضية فلسطين في ميزان الإسلام.

## اعتقاله
اعتقل في سبتمبر 2017 في حملة اعتقالات بتهم الفساد في السعودية، طالت العشرات.

## ظهور نجل عوض القرني
في 1 أكتوبر لعام 2022، ظهر بشكل مفاجئ على منصة تويتر نجل الدكتور عوض القرني واسمه ناصر بن عوض القرني، ولقد خرج من المملكة العربية السعودية إلى مكان آمن (لم يذكر ناصر ما هي الدولة الذي يقيم به بعد خروجه من المملكة) كما يدعي للدفاع عن أبيه المختفي أو المُعتقل منذ 12 سبتمبر 2017 ومعتقلين الرأي في المملكة حسب وصفه

### ظهوره الأول
في البداية ظهر في الأول من أكتوبر لعام 2022 بمقطع على حسابه الشخصي في منصة تويتر، افتتحَ تغريدته الأولى بالبسملة، ثمّ عرّف عن نفسه وسرد قصته، مُدرجًا في نفس التغريدة مقطع فيديو.

### مقابلته مع سي إن إن بالعربية
نشر موقع سي إن إن بالعربية في يوم الجمعة بتاريخ 14 أكتوبر / تشرين الأول 2022 تقريرًا على موقعه الإلكتروني بعنوان:«السعودية.. نجل عوض القرني يوضح لـCNN سبب مغادرته المملكة وما ينوي القيام به للدفاع عن والده»...
وذكر موقع السي إن إن في مقاله أنه تواصل مع السلطات السعودية للحصول على تعليق، ولم يأتِ أي رد حتى كتابة التقرير.

## وصلات خارجية
- صفحته على موقع طريق الإسلام.

## طالع أيضًا
- أبو إسحاق الحويني
- عمر عبد الكافي
- وجدي غنيم
- عبد الحميد كشك
- محمد حسان
- عبد الله عزام
- محمد الغزالي